# Chillingham
Chillingham is een civil parish in het Engelse graafschap Northumberland.
De plaats is bekend vanwege de Chillinghamkudde. Deze kudde runderen leeft al minstens 300 jaar in een omheind gebied bij het Chillinghamkasteel. Alle leden van de kudde zijn daardoor familie van elkaar.

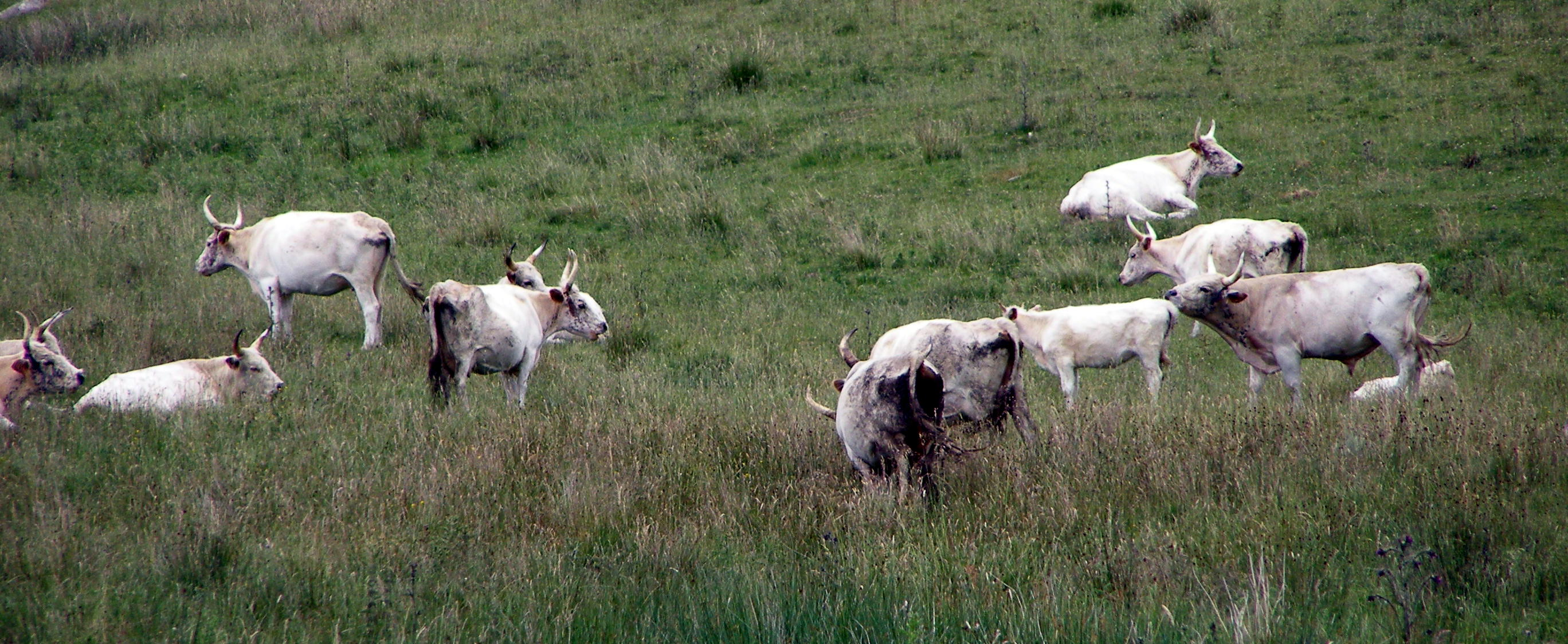
Leden van de Chillinghamkudde